# 青青の時代
『青青の時代』（あおのじだい）は、山岸凉子による日本の漫画作品。『comicトムプラス』（潮出版社）1998年5月号から2000年2月号まで掲載された。
作画や人物名・国名などの固有名詞については、作者の一連の作品と共通して『魏志倭人伝』等の歴史的資料を丁寧に参考にしている部分が多い。
ストーリーは、歴史的資料の記述をある程度踏まえながら、独自の世界を創出している。壱与⇔台与、照日女子⇔卑弥呼の対応で同じく『魏志倭人伝』の記述や『古事記』の記述を参考にしている部分が少なくない。

## あらすじ
南の島に暮らす10歳の少女壱与と気の触れたばばさま。この祖母と孫はたいした身寄りも無く、村人からは厄介者扱いを受けていた。唯一の身寄りからも突き放されて失意の壱与は、ばばさまの病を治したい気持ちを逆手に取られ、村の少年たちに暴行されてしまう。
それから数日後、海の向こうから使者がやってきた。ばばさまは「聞こえさまの姉、照日女（ティラヒルメ）だ」という。使者に連れられた先の伊都国で壱与とばばさまを待っていたのは、御神託によって国家を統治する大和（やまたい）の巫女王、日女子だった。
伊都国では、王・天日男（アマヒルオ）の崩御にあたり、凄まじい権力闘争が繰り広げられていた。4人の王子や隣国をも巻き込んだ陰謀策略に壱与は意図せずに関与していくが、それは彼女の身体に流れる巫女の血のせいでもあった。
超常力とは何なのか。何かと引き換えに得られるものなのか。そして、日女、日女子、壱与のつながりとは。

## 登場人物
聞こえさまの資格を持つのは王族の血を引く処女である。一般的には、王の代替わりに伴って聞こえさまも交代し、新王の姉妹が就任する。この制約が、壱与の運命に関わってくる。

### 島の人々
壱与（イヨ）
本作の主人公の少女。戦乱を逃れて島にたどり着き、義理の叔父の家にばばさまとともに居候していたが、叔父が戦死すると家を追い出される。村人たちからの迫害・暴力を受けながら放浪生活を続け、さらに巫女の第一条件である処女を奪われる。狗智日子に出会って大和に渡った後、彼女の意図しないところで巫女の血が働き、権力闘争に巻き込まれて行く。
照 日女（ティラ ヒルメ）＝ばばさま
壱与の祖母。気がふれた老婆（実際は60代、当時の基準としては老婆）。先代の聞こえさまとして名を馳せたが、ヒミコの陰謀によって転落。大和に渡った後、病気が悪化し亡くなる。
鮪（シビ）
島のクロヲトコ（葬儀を司る一族）。先祖代々クロヲトコである証拠に、足首に刺青をしている。その職業故に村人たちから忌み嫌われていたが、壱与には懐かれる。壱与に誘われて大和に渡り、兵士として従軍したり日子殺害容疑をかけられたりと、様々な出来事に遭遇する。
太郎（タラ）
壱与の義理の従兄（叔父の長男）。島では壱与を率先していじめ、他の少年とぐるになって彼女を襲った首謀者。また、戦死した父の代わりに大和に渡り、そこで壱与やシビと再会する。彼の存在が話の流れを大きく変えてしまう。

### 大和の人々
照 日女子（ティラ ヒミコ）＝卑弥呼・聞こえさま
ばばさまの妹。3歳違いだが、年齢を感じさせない若々しさは、水子や衣奈を食べているとまで噂されるほどである。スキャンダルで姉を蹴落として聞こえさまになり、国を操ろうとする。さらには壱与をなんとしても退けようといろいろな試練を課すが、クチヒコに裏切られて殺される。
天 日子（アマ ヒルス）
前王の第一王子。妾腹ながらエヒコよりわずかに早く生まれ、さらにヒミコの後ろ盾があったため第一王子になっていた。巨漢。敵国の兵に暗殺され、シビがその濡れ衣を着せられる。
兄日子（エヒコ）
第二王子。正室の長男（つまり、本来の第一王子）。権力闘争の過程でクチヒコに暗殺される。
弟日子（オトヒコ）
第三王子。正室の次男。一番年下なので甘ったれな部分があり、いつもエヒコと一緒に行動していた。クチヒコに暗殺されそうになるが間一髪で難を逃れ、壱与たちに助けられながら権力闘争を乗り切り、精神的にも王家の者にふさわしく成長していく。
狗智日子（クチヒコ）
第四王子。壱与たちを大和に迎えた張本人。人質であった狗那国の王女の子供であるため、4人の王子の中では最も年上だが身分が低く、正妻も居ない。神権政治の時代は終わったと考え、自分が王として政権を執るため他の兄弟を殺そうとし、ヒミコを蹴落とすためにアヨを利用した。そしてオトヒコが行方不明の間に勝手に即位するが……
天 日男（アマ ヒルオ）
前王。4人の王子の父親で、ヒルメ・ヒミコとは片親を同じくする兄妹。かつてヒルメとのスキャンダルが噂された。
アヨ
ヒミコのもとに仕える女官。豪族の娘。クチヒコに好意を抱いた所につけこまれ、宝物庫の鍵を盗んだりヒミコに毒を盛ったりするが、それらがばれて幽閉される。ようやく脱出したときには他の女官の裏切りを目の当たりにし、さらに暴行を受けた上殉死を強要されて生き埋めにされた。度重なる心身への虐待により、女官の中で唯一生き残るが発狂する。
天 美子（アマ ミッキョ）
4人の王子の異母姉。かなり年上だが名前とは裏腹の容姿で、未婚。一連の騒動が終わったのち聞こえさまに就任し、本来の役目である巫女王として働くようになった。

### その他
鳴与（トヨ）
日女の娘で壱与の母親。物語中では故人。ヒミコの陰謀によって生まれたヒルメの隠し子で、ヒミコいわく「ヒルメを養うために13歳から売春を始め、客の一人の子供（＝壱与）を身篭った」。その後ゴラエと結婚するが、戦乱に巻き込まれて亡くなった。
五郎（ゴラエ）
キナの兄で、壱与の義理の父親（鳴与の夫）。作中では故人。兵士として戦争に参加する一方、壱与とばばさまを島に逃がしたが、その後亡くなる（おそらく戦死）。
キナ
タラの父親で、壱与の義理の叔父。ゴラエが自分の代わりに戦争に行ったため、その恩義のために壱与とばばさまを引き取る。のちに戦争に参加し、頭に矢が刺さって戦死（クチヒコ談）。